# Veronica Laparelli
Veronica Laparelli, O. Cist. (10. listopadu 1537 Cortona – 3. března 1620 tamtéž) byla italská řeholnice Cisterciáckého řádu a mystička.

## Život
Narodila se 10. listopadu 1537 v Cortoně do šlechtické rodiny. Byla živé, hodné a učenlivé dítě. Od dětství projevovala velkou zbožnost a často se postila. Chtěla vstoupit do kláštera cisterciáckých sester v rodném městě, ale zpočátku jí rodiče bránili. Nakonec se jí podařilo vstoupit do řádu.
Klášteru věnovala své věno, ale i přes to sestry žily v bídě. V průběhu let nosívala hábity svých zesnulých sester a požadovala vykonávat ty nejskromnější práce. Často rozjímala nad tajemstvím narození Krista a jeho dětstvím, což měl v oblibě i svatý Bernard z Clairvaux. Měla mystický dar vidění dítěte Ježíše. Stejně jako cisterciáčtí mystikové 13. století milovala Kristovo utrpení a eucharistii. Podle dobových pramenů jí Ježíš v extázi dal napít z kalicha své krve. Pro své vize byla často vyhledávána věřícími, preláty či panovníky, kteří ji považovali za světici.
Veronica se postila za obrácení a spásu hříšníků a nebránila se povzbudit kněze, aby konali svou povinnost.
Před svou smrtí onemocněla a svou nemoc obětovala Bohu. Zemřela 3. března 1620.

## Proces svatořečení
Proces byl zahájen roku 1629 v diecézi Arezzo. Dne 24. dubna 1774 uznal papež Klement XIV. její hrdinské ctnosti. 